# Marco Mariuzza
Marco Mariuzza (Campoformido, 28 maggio 1928 – Catanzaro, 7 ottobre 1955) è stato un calciatore italiano, di ruolo mediano.

## Carriera
Tra il 1950 e il 1953 giocò per tre stagioni in Serie A con la Triestina.
Approdò poi al Catanzaro per sostituire la "bandiera" Adelmo Santi. Morì proprio nella città calabrese, il 7 ottobre 1955 all'età di 27 anni durante la partita Piacenza - Catanzaro, in seguito ad uno scontro di gioco nel quale riportò una ferita che provocò qualche giorno più tardi un'infezione setticemica.
Circa un anno dopo, il 28 ottobre 1956, sarebbe morto in campo anche il suo sostituto, Pietro Torrini.